# Donja Rasovača
Donja Rasovača es un pueblo ubicado en la municipalidad de Merošina, en el distrito de Nišava, Serbia.

## Superficie
Posee una superficie de 5,015 kilómetros cuadrados.

## Demografía
Hasta 2011 la población era de 536 habitantes, con una densidad de población de 106,9 habitantes por kilómetro cuadrado.